# Mayrencyrtus longiscapus
Mayrencyrtus longiscapus är en stekelart som beskrevs av Xu 2005. Mayrencyrtus longiscapus ingår i släktet Mayrencyrtus och familjen sköldlussteklar. Inga underarter finns listade i Catalogue of Life.